# Bonnetan
Bonnetan egy francia település Gironde megyében az Aquitania régióban. Lakosainak száma 1048 fő (2022. január 1.).

## Adminisztráció
Polgármesterek:
- 2001–2008 Christian Raynal
- 2008–2020 Alain Bargue

## Demográfia
| Lakosok száma | 275  | 623  | 679  | 810  | 868  | 916  | 947  | 990  | 1011 | 1048 |
|               | 1968 | 1982 | 1990 | 2006 | 2013 | 2015 | 2017 | 2019 | 2020 | 2022 |

## Látnivalók
- Saint-Martin plébánia
- Château de la Loubière